# Stephen Fleischman
Stephen E. Fleischman (* 19. Februar 1919; † 5. Juni 2011 in New York City, New York) war ein US-amerikanischer Fernsehproduzent, Autor und Regisseur.

## Leben
Fleischman erwarb am Haverford College in Pennsylvania 1940 einen Bachelor of Arts.
Er stieg 1953 beim Fernsehen als Drehbuchautor und Story Editor ein und war im Laufe seiner Karriere unter anderem für CBS News und ABC News tätig. Bei CBS New arbeitete er unter anderem an der Sendung The Search, dem Kinderprogramm Let’s Take a Trip und The American Challenge. Ende der 1950er Jahre produzierte er Walter Cronkites Fernsehreihe The 20th Century. Danach produzierte er mehrere CBS Reports.
1964 wechselte er zu ABC News, wo er für 10 Jahre eine eigene Dokumentarfilm-Abteilung als Produzent leitete. Im Anschluss produzierte er für weitere 10 Jahre die ABC News Closeup. Ab Anfang der 1980er Jahre produzierte er eigenen Dokumentarfilme, unter anderem zu den Hilfsmissionen der Vereinten Nationen. In diesem Zusammenhang besuchte er Flüchtlingscamps in Honduras und begleitete die UNIFIL im Vorfeld des Libanonkriegs 1982.
1983 wurde die von ihm produzierte ABC-Sendung Closeup: The Gene Merchants mit dem Alfred I. duPont Television Award der Columbia University ausgezeichnet. In der zweiten Hälfte der 1980er Jahre arbeitete er mit Yue-Sai Kan an der Fernsehserie Looking East.
Im Jahr 2004 schrieb er seine Memoiren A Red in the House: The Unauthorized Memoir of S.E. Fleischman. Im Anschluss verfasste er weitere Sachbücher und den Roman The Reporter, der von seinen eigenen Reportagen zum kolumbianischen Medellín-Kartell inspiriert war.
Fleischman war Mitglied der Directors Guild of America und der Writers Guild of America.
Aus seiner von 1945 bis zu ihrem Tod 2010 haltenden Ehe mit der Filmeditorin Dede Allen ging der Sohn Tom Fleischman sowie eine Tochter hervor. Er starb im Juni 2011 im Lenox Hill Hospital in New York City im Alter von 92 Jahren.

## Schriften (Auswahl)
Sachbücher
- A Red in the House: The Unauthorized Memoir of S.E. Fleischman. iUniverse, 2004, ISBN 978-0595660599.
- Short Jabs to the Head: Snapshots of History. 2005–2007. iUniverse, 2007, ISBN 978-0595464456.
- Weapons of Words: Snapshots of History 2007–2010. iUniverse, 2010, ISBN 978-1450233026.

Roman
- The Reporter. iUniverse, 2001, ISBN 978-0595167814.